# Музей прикладного мистецтва (Будапешт)

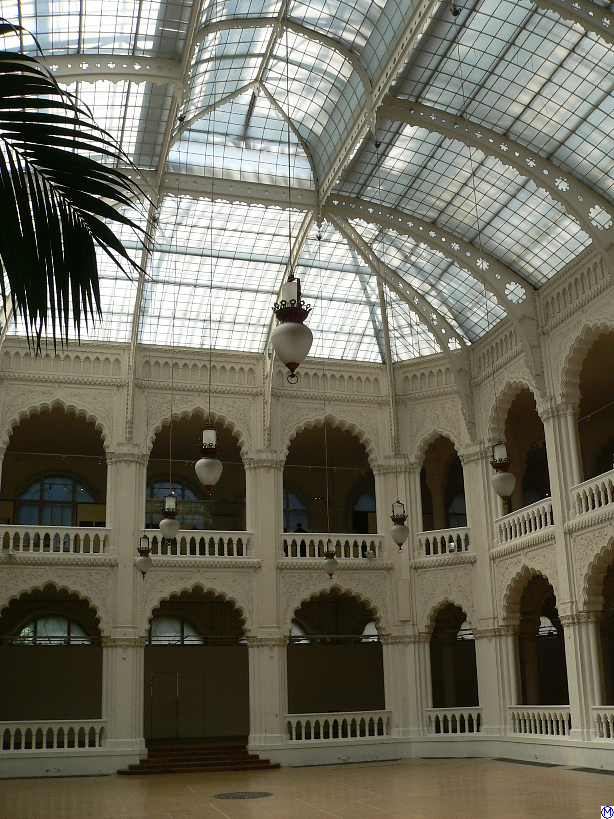
Інтер'єри музею

Музе́й прикладно́го мисте́цтва в Будапе́шті (угор. Iparművészeti Múzeum) розташовується в будівлі, побудованій в стилі сецесіона в 1893-1896 за проектом архітекторів Едена Лехнера і Дьюли Партоша. Музей в будівлі з примітник дахом, викладеним  черепицею Жолнаї смарагдового кольору, відкрився в 1896, в рік святкування тисячоліття Угорщини.
По периметру величезного павільйону музею під скляним куполом тераси та балкони ведуть безпосередньо до залів експозиції. У музеї зберігаються унікальні твори угорського й європейського мистецтва, починаючи з XVI століття і аж до сучасності: скляні вироби, кераміка фабрики «Жолнаї», предмети текстилю, одягу (оксамит, парча, шерсть, мережива, шкіра), бронза, порцеляна, музичні інструменти, дерев'яні різьблені дошки для набивання тканин, ювелірні вироби, столові прилади, годинники, фамільні скарби родини Естерхазі.
У філії Музею прикладного мистецтва в Палаці-музеї Надьтетень розмістилася експозиція меблів різних епох, країн і стилів.